# Rinku Gate Tower
Rinku Gate Tower Building (яп. りんくうゲートタワービル Ринку Ге-то Тава-Биру) — 256-метровый 56-этажный небоскрёб, располагающийся в квартале Ринку города Идзумисано в японской префектуре Осака. Введён в строй в августе 1996 года. Главные архитекторы — Никкен Секкеи и бюро Yasui Architects & Engineers. По состоянию на 2013 год это второе по высоте здание Японии после Yokohama Landmark Tower.

## История
Rinku Gate Tower Building был спроектирован в середине 80-х одновременно с аэропортом Кансай. Изначально планировалось построить две башни, создававших впечатление ворот, если смотреть со стороны аэропорта, однако из-за финансовых трудностей от этой идеи отказались.
В первые годы своей истории здание в основном простаивало, пока правительство Осаки не перенесло часть служб в небоскрёб.
С 2005 по 2011 год отель управлялся компанией, 90% акций которой принадлежало правительству Осаки, и приносил убыток на уровне 150-400 миллионов йен в год.
В декабре 2012 года гонконгская компания SiS International Holdings приобрела здание за 3 000 000 000 йен.

## Устройство
Башня разделена на три уровня: 
- на первом находится международный конференц-холл,
- на втором офисы,
- третий отведён под номера отеля Gate Tower Hotel.

Отель весьма популярен среди путешественников, ибо связан мостом Скай-Гейт с международным аэропортом Кансай и с железнодорожными ветками Japan Railway Hanwa Line и Nankai Main Line.
На 26-м этаже находится смотровая площадка с видом на океан, мост Скай-Гейт и местное колесо обозрения. В информационном буклете о здании говорится, что оно имеет самый высокорасположенный пивной сад в Японии - на 28-м этаже, в 130 метрах над землёй. Здание имеет два подземных этажа с парковкой на 365 мест.